# Can Tusell (Sant Feliu de Buixalleu)
Can Tusell és una masia gòtica de Sant Feliu de Buixalleu (Selva) protegida com a Bé Cultural d'Interès Local.

## Descripció
Antiga masia, de la qual només en queda la façana, que està situada al barri de Gaserans, dins el terme municipal de Sant Feliu de Buixalleu.
L'edifici principal constava de planta baixa i pis, i la coberta era a doble vessant. A l'esquerra, hi ha adossada l'antiga masoveria de planta baixa i pis. A l'esquerra, hi ha una edificació de tres plantes.
A l'edifici principal, hi ha la porta d'entrada adovellada en arc de mig punt. Totes les obertures són en arc pla, amb brancals, llinda i ampit de pedra. Una excepció és una finestra a la part esquerra del pis, que té un arc conopial amb arquets.
El mur de la façana és de maçoneria.

## Història
La masia ja apreix esmentada al segle xv.